# پیتر دارک
پیتر دارک (انگلیسی: Peter Darke؛ زادهٔ ۲۱ دسامبر ۱۹۵۳) بازیکن فوتبال اهل بریتانیا است.
از باشگاه‌هایی که در آن بازی کرده‌است می‌توان به باشگاه فوتبال اکستر سیتی، باشگاه فوتبال تورکی یونایتد، و باشگاه فوتبال پلیموث آرگیل اشاره کرد.